# Лусио
Лусимар Ферейра да Силва (на португалски: Lucimar Ferreira da Silva – Lúcio), известен като Лусио, е бразилски футболист, централен защитник. Бил е капитан на националния отбор на Бразилия, с който е световен шампион от 2002 г.. Известен е с умението си да прави набези в атака, изнасяйки топката благодарение на техниката и скоростта си, също и да създава затруднения на опонентите си чрез своето превъзходство при борбата за високи топки.

## Клубна кариера

### Бразилия
Юноша е на „Планалтина ЕК“ и „КР Хуара“, а през 1997 подписва първия си професионален договор с „Интернасионал“, като записва 58 мача за тях.

### Германия
През зимния трансферен прозорец на сезон 2000/2001 преминава в „Байер Леверкузен“ за 8,5 млн. евро. Следващият сезон е разочароващ за „Байер“, като завършва втори във всички големи турнири, в които участва. Въпреки това Лусио изпъква с изявите си и се утвърждава като един от най-добрите централни защитници в Европа.
През 2004 г. преминава в „Байерн“ (Мюнхен), с които печели по три купи на Германия, суперкупи на Германия и три пъти Първа Бундеслига.
Най-големи спортни успехи и най-продължителен престой Лусио има в Германия. За 8 години изиграва 236 мача в Бундеслигата и отбелязва 22 гола.

### Италия
На 16 юли 2009 г., преминава в „Интер“, като подписва 3-годишен договор с тогавъшния шампион на Италия. Там под ръководството на португалеца Жозе Моуриньо, Лусио бързо се утвърждава като титулярен централен защитник и първи избор на треньора. Дебютния му гол за Интер идва на 23 септември 2009 г. срещу отбора на „Наполи“. Лусимар бележи много важен гол за „Интер“ и в шампионската лига за равенството с Динамо Киев. След „Интер“ за кратко е в „Ювентус“.

### Бразилия

#### Сао Пауло
На 18 декември 2012 г., два дни след напускането на Ювентус, Лусио сключва договор за две години със „Сао Пауло“, като след дванадесет години в Европа се завръща в бразилския футбол. Той е привикнал към Европа след повече от десетилетие в европейския футбол и заявява, че се опитва да преодолее срамежливостта си и да има повече моменти на релаксация – фактори, които са били необходими на Стария континент. 
През март 2013 г., след поражението на „Сао Пауло“ от „Арсенал де Саранди“ с 1:2 за Купата Либертадорес, Лусио попитва за смяната му, направена от треньора Ней Франко след първото полувреме при резултат 0:0. За напускането на полето защитникът се оправдава със следните думи: „Не се ядосах, бях тъжен. Не отидох в автобуса преди да приключи играта. Гледах излизането от съблекалнята, която е на два метра от полето. Тъжен остава всеки, когато е заменен. Когато не съм по-тъжен, трябва да спра футбола.“ 
Дни по-късно играчът разкрива, че е казал „каквото не трябва“ на Ней Франко, за това още в Аржентина се извинява за инцидента и казва: „Ние всички сме в една и съща лодка и искам да помогна на Сао Пауло да обърне тази ситуация, в която се намираме.“ 
Лошата форма на защитника го принуждава да загуби титулярното си място в отбора. Въпреки това, на 7 април, когато резервният отбор Сао Пауло е хвърлен срещу „Ботафого“ (Рибейран-Прету), Луцио отбелязва гол и се изявява като един от лидерите за победата с 3:1 у дома. 
Следва героична квалификация в първия кръг за Купата Либертадорес. „Сао Пауло“ с Лусио води срещу „Атлетико Минейро“ с 1:0 след първото полувреме на мача. Но след изваждането от терена на играча, отборът, който до този момент има отличен мач, пада с качество и получава 2 гола – първият от Роналдиньо Гаучо и вторият от Диего Тардели, което обръща резултата на пълния стадион „Морумби“ до 1:2 и прави много трудно класирането на „Сао Пауло“ за четвъртфиналите.
Лусио прави добър дебют със „Сао Пауло“ в Бразилското първенство по футбол – серия A през 2013 г. срещу „Атлетика Понте Прета“ и с приноса си за победата с 2:0 се опитва да възстанови авторитета, който е имал, когато е пристигнал в клуба преди 5 месеца . През юни, след мача с „Атлетико Минейро“ 0:0, от третия кръг на бразилско първенство по футбол за 2013 г. – серия А, Лусио е похвален от Ней Франко. Забравяйки тревогите от близкото минало, треньорът казва, че защитникът сега „се връща в игрите“ .
В края на юли обаче, след смяната на треньора Ней Франко с Пауло Аутуори, Лусио, въпреки шансовете в първите мачове под командването на новия треньор, в крайна сметка загубва място в отбора, главно в името на атаката и разрушаването на отбранителния сектор . Освен това, с риск да бъде изваден от турнето из Европа и Япония, защитникът се среща с борда, който разглежда прекратяването на отношенията му с клуба . Впоследствие, Лусио е отстранен с гласуване за неподчинение, след като не приема критиките на Пауло Аутуори. Треньорът приписва вината за поражението с 0:1 от „Спорт Клуб Интернасионал“ на защитника, който не е прие неговите критики . На 6 август в интервю за вестник „O Globo“ бившият треньор Ней Франко приписва на Лусио слабото представяне на петкратния световен шампион Бразилия .
В резултат на заминаването си Лусио не пътува до Германия за спора за „Купата на Ауди“ от 2013 г. – фактор, който в крайна сметка води до загуба на 40 хиляди евро, първоначално договорени. Причина за това намаление е една от клаузите в договора на шампионата, която изисква присъствието на защитника-идол на ФК Байерн Мюнхен, който го организира. Дори и след личното обвинението на директора на съвета на попечителите на „Сао Паоло“, който твърди, че проблемът е неподчинението, германците не проявяват гъвкавост и настояват за правата си .
Без защита и съкрушен в безпрецедентна криза, Лусио накрая взима решение, за да се превърне в „безредие“ за клуба на стадион „Морумби“. След като не получава оферти и отпадат офертите от източния пазар, „Сао Пауло“ също се страхува от прекратяване договора на защитника, което води до големи разходи, тъй като заплатата му е точно под тавана, и ще струва 2 милиона долара. . Въпреки всички финансови загуби, които защитникът ще струва на клуба, новият футболен директор Густаво Виейра потвърждава, че Лусио не остава в „Сао Пауло“. Ако няма споразумение с някоя друга асоциация, спортистът може дори да бъде уволнен.
Много скоро след затварянето на европейския трансферен прозорец (31 август), клубът все още се опитва да преговаря за Лусио с някой от Стария континент, който се интересува от него. Пристигането в „Сао Пауло“ на Роджър Карвальо от „Ботафого“ допринася за безразличие към запазването на световния шампион. 
С потвърждаването на оттеглянето си, окончателно до второ решение, Лусио загубва дори фланелката си с № 3, която сега, без собственик, чака някой нов спортист да я купи. Трябва да се припомни, че бившият защитник на „Ювентус“" получава този номер от Рафаел Толой, който през сезона 2013 г. преминава на № 2.

#### Палмейрас
На 1 януари 2014 г. Лусио разваля договора си със „Сао Пауло“, който първоначално е сключен да продължи до декември 2014 г. На 2 януари 2014 г. Той подписва договор с „Палмейрас“ при представяне на спортното дружество „Палмейрас“ в годината на неговата стогодишнина. Лусио приема да получава в новия клуб 150 хил. долара – между една трета и половината от заплатата, която му е плащана в „Сао Пауло“ (приблизително 300 000 $), като допълнително се компенсира с награди въз основа на неговата работа на терена. След отпадането на бившия капитан на отбора Енрике (роден 1986 г.), идол на клуба, Лусио играе водеща роля в отбраната на отбора заедно с вратаря и текущ капитан Фернандо Прас. След тежката година, която завършва нередовно за Лусио, той е отстранен от отбора още в края на 2014 г., като прекратява договора си през януари 2015 г. и става свободен агент на пазара. 

### Индия
Съгласно договор от 4 юни 2015 г. Лусио преминава в новия футболен клуб „Гоа“ от индийския шампионат, който започва през октомври и завършва през декември. Там негов треньор е бразилската футболна звезда Зико .